# Leskiola palpata
Leskiola palpata là một loài ruồi trong họ Tachinidae.